# علی غیور اصلی
علی غیور اصلی (۴ بهمن ۱۳۳۱–۱۱ مهر ۱۳۵۹) نظامی ایرانی و یکی از فرماندهان سپاه پاسداران در شروع جنگ ایران و عراق و آغاز کننده رزم شبانه در نیروهای ایران بود. وی در هشتم مهرماه ۱۳۵۹ که عراق با دور زدن سوسنگرد و حمیدیه (خوزستان) به ۲۳ کیلومتری اهواز رسیده بود با همراهی شصت نفر از نیروهای سپاه و نیروهای مردمی و داوطلب، شبیخونی را طراحی و اجرا کرد که موفق شد با کمک نیروهای هوانیروز که صبح به ایشان ملحق شدند نیروهای عراق را تا پشت بستان (دشت آزادگان) عقب براند. این اولین عملیات شبانه نیروهای ایران بود که در تمام سالهای جنگ ادامه یافت.

## ورود به ارتش و فعالیت‌های قبل از انقلاب
وی که از ابتدا جوانی مذهبی بود پس از طی تحصیلات راهنمایی در واحد تیپ نیروهای ویژه هوابرد ارتش استخدام گردید. وی پس از طی دوره‌های متعدد نظامی برای تکمیل تجربیات نظامی به چند سفر خارج از کشور از قبیل آلمان، ایتالیا، مصر و اردن فرستاده شد. ارتش به دلیل احساس خطر از جانب فعالیت‌های وی او را به لشکر ۹۲ زرهی اهواز منتقل کرد. وی مدتی در برخی کشورهای عربی فعالیت‌هایی را علیه پهلوی آغاز کرد اما پیش از جشن‌های ۲۵۰۰ ساله شاهنشاهی درحالی‌که قصد ترور محمدرضا شاه را به همراهی تعدادی از همفکران داشتند شناسایی شدند و وی مجبور به فرار شد. پس از آن مدتی را به کار با وانت در بین شهرها گذراند تا در سال ۱۳۵۷ دستگیر و حکم اعدامش صادر گردید. اما با وقوع انقلاب به همراه سایر زندانیان آزاد گردید.

## پس از انقلاب
او پس از انقلاب به همراهی علی شمخانی به سپاه پاسداران پیوست و مأموریت آموزش نیروهای سپاه پاسداران اهواز را بر عهده گرفت.

## عملیات غیوراصلی
پس از آغاز جنگ ایران و عراق و در روز هشتم مهرماه که عراق با دور زدن سوسنگرد و حمیدیه به 23 کیلومتری اهواز رسیده و خود را برای ورود به شهر اهواز در صبح نهم مهرماه آماده می کرد، محمد غرضی استاندار وقت طی اطلاعیه ای عمومی، خواستار آمادگی دفاع شهری شد. در همان شب غیور اصلی با اتکاء به همان نیروهای محدود و چند تن دیگر که عدد آنان از 40 نفر تجاوز نمی کرد، در یک رزم شبانه، موفق شد نیروهای عراقی را به کمک نیروهای هوانیروز که صبح روز بعد به کمک وی شتافتند، تا پشت شهر بستان به عقب براند. در این عملیات تنها یک نفر از نیروهای وی (محمود مراد اسکندری) کشته شد.اقدام غیوراصلی، علاوه بر مأیوس کردن عراق از اشغال اهواز و شکست طرح صدام برای سقوط خوزستان، روش دفاعی نوینی را برای مقابله با ارتش صدام را برای تمام دوران جنگ به نیروهای سپاه و ارتش آموزش داد به گونه ای که این روش در تمام دوران جنگ روش غالب و تاکتیک اصلی ارتش و سپاه پاسداران بود.

## درگذشت
وی پس از اجرای عملیات شبانه و شبیخون به نیروهای عراقی که موفق به عقب راندن نیروهای عراقی تا بستان و آزاد سازی سوسنگرد و حمیدیه (خوزستان) گردید، در تصادف خودرو آهو با یک دستگاه کامیون در ۱۱ مهر ۱۳۵۹ کشته شد.پیکر وی در قطعه 24 بهشت زهرای تهران به خاک سپرده شد.